# Шэ (народ)

Шэ (кит. упр. 畲族, пиньинь Shē Zú; 畲, Шэхуа: sa˦; Кантонский: sɛ̏ː, Фучжоу: sia˥) — народ в Китае. Входит в 56 официально признанных национальностей КНР. Численность на 2010 год — 708 651 человек. 55 % — в провинции Фуцзянь, 27,4 % — Чжэцзян, 12,1 % — Цзянси, 4,2 % — Гуандун.
Живут в провинциях Фуцзянь (17 шэских национальных волостей), Чжэцзян (Цзиннин-Шэский автономный уезд и 15 шэских национальных волостей), Цзянси (7 шэских национальных волостей), Гуандун (Чжанси-Шэская национальная волость), Аньхой (Юньти-Шэская национальная волость). Принадлежат к аборигенам Южного Китая.

## Языки
Сегодня более 400 000 представителей народа шэ из провинций Фуцзянь, Чжэцзян и Цзянси говорят на языке шэхуа, неклассифицированном китайском языке, на который сильно повлиял язык хакка.
Также разговаривают на бесписьменном языке шэ, относящемуся к семье мяо-яо. Однако шэ сильно китаизированы и даже в быту преимущественно говорят на диалектах китайского группы хакка. Родной язык сохранили только несколько сотен человек, проживающих в провинции Гуандун. Себя они называют хоне (кит. упр. 活聂, пиньинь Huóniè) означающее «горный народ». Часть шэ сохраняют традиционные анимистические верования, другие исповедуют даосизм. Основное традиционное занятие — поливное террасное земледелие (рис, просо) и скотоводство (буйволы, коровы, свиньи). Развиты ремёсла.